# Purshia mexicana
Purshia mexicana là loài thực vật có hoa trong họ Hoa hồng. Loài này được (D. Don) S.L. Welsh miêu tả khoa học đầu tiên năm 1986.